# Helochara delta
Helochara delta är en insektsart som beskrevs av Paul W. Oman 1943. Helochara delta ingår i släktet Helochara och familjen dvärgstritar. Inga underarter finns listade i Catalogue of Life.